# سفين غونار بيرسون
سفين غونار بيرسون (بالسويدية: Sven Gunnar Persson)‏ هو سياسي سويدي، ولد في 1955. انتخب عضو البرلمان السويدي ‏.